# Lounès Bendehmane
Pour les articles homonymes, voir Lounès.
Lounès Bendehmane, né le 3 avril 1977 à Baghlia (wilaya de Boumerdès), est un footballeur international algérien d'origine kabyle.
Il compte 7 sélections en équipe nationale entre 2001 et 2006.

## Biographie
Lounès Bendehmane connaît sa première sélection en équipe nationale A d'Algérie le 23 mars 2001 face au Burundi. Il est sélectionné lors de la CAN 2002. Ce milieu formé à la JS Bordj Menaiel, signe à la JS Kabylie en juin 2000, avec laquelle il remporte trois coupes d'Afrique.
Il est installé après la fin de sa carrière footballistique en Californie aux États-Unis, il entraîne là-bas l'équipe de la communauté maghrébine à Orange County.

## Carrière
- 1996-1998 : WR Bordj Menaiel
- 1998-2000 : JS Bordj Menaiel
- juillet 2000-décembre 2005 : JS Kabylie
- janvier 2006-juin 2006 : USM Annaba
- juillet 2006-décembre 2006 : MC Alger
- janvier 2007-juin 2007 : OMR El Anasser
- juillet 2007-juin 2008 : RC Kouba
- juillet 2008- : CR Belouizdad

## Palmarès
- Champion d'Algérie 2004 avec la  JS Kabylie
- Vice-champion d'Algérie 2002 et 2005 avec la JS Kabylie
- Finaliste de la Coupe d'Algérie 2004 avec la JS Kabylie
- Vainqueur de la Coupe de la CAF 2000,2001, 2002 avec la  JS Kabylie
- 7 sélections en équipe d'Algerie A (au 1er janvier 2006)